# 鄧麗君
鄧麗君（英語：Teresa Teng Li-Chun，1953年1月29日—1995年5月8日），本名鄧麗筠，臺灣女歌手、演員及慈善家。她是20世紀後期華語流行音樂極具代表性的人物，也是當代華語音樂的先驅之一。時至今日，仍被視為全球華語及華人社群文化的代表人物之一。
鄧麗君于1967年推出首张个人专辑《凤阳花鼓》，从而开始其歌唱生涯。20世紀七十至八十年代，她的歌曲在华人社会廣受歡迎。 同時，亞洲多地也因她以多種語言演唱的日本曲及東南亞民謠等，在流行文化上相互連結與融合，所以有句話形容她“有華人在的地方，就有鄧麗君的歌聲”。 1987年，邓丽君发行最后一张国语专辑《我只在乎你》后，逐漸淡出乐坛，进入半隐退状态。1995年5月8日，邓丽君因哮喘引發呼吸衰竭，送醫途中貽誤最佳搶救時機，於泰国清邁猝逝，享年42歲。
她曾於臺灣及香港流行音樂界，分別獲頒金曲獎特別貢獻獎、金針獎等獎項，以紀念其事業成就。她也曾被中国网票選為「新中國最有影響力文化人物」，並被馬來西亞《南洋商報》評為「20世紀最具代表性華人歌手」。2010年，CNN將她列為過去50年最具影響力的20位音樂家之一。此外，她經常為中華民國國軍进行劳军演出，又被稱作「永遠的軍中情人」。

## 生平

### 家世

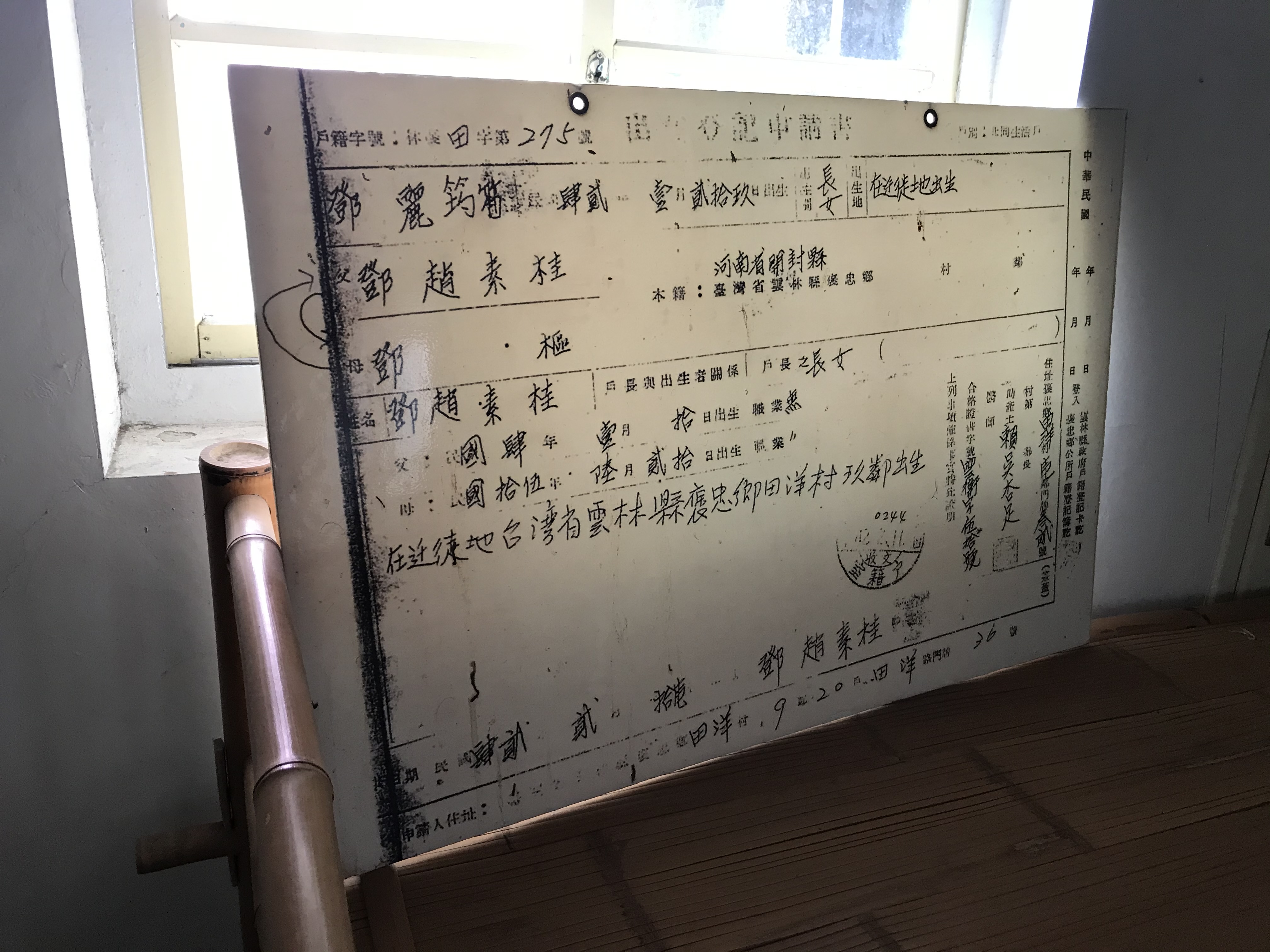
鄧麗君出生登記申請書載出生地為褒忠鄉田洋村玖鄰，助產士為賴吳杏足。

1953年1月29日的清晨，鄧麗君出生於臺灣雲林縣褒忠鄉田洋村:20，為今日的褒忠鄧麗君幼年故居。父親鄧樞是河北省大名縣大街鎮鄧台村人，是因第二次國共戰爭而隨中華民國政府遷台的國軍軍官，母親趙素桂則是山東省東平縣人:15-16。父母以「丫頭」作為鄧麗君滿月前的乳名，鄧滿月後，鄧父請部隊中頗有學問的楊姓軍官，為她取名麗筠，意為「美麗的竹子」:23。雖然「筠」字應念「雲」音，但家人與鄰居都把「筠」字念成「均」字音（與「君」亦同音），故「鄧麗君」就成為她日後投身歌唱事業的藝名:24。她在家中排第四，有三兄一弟。

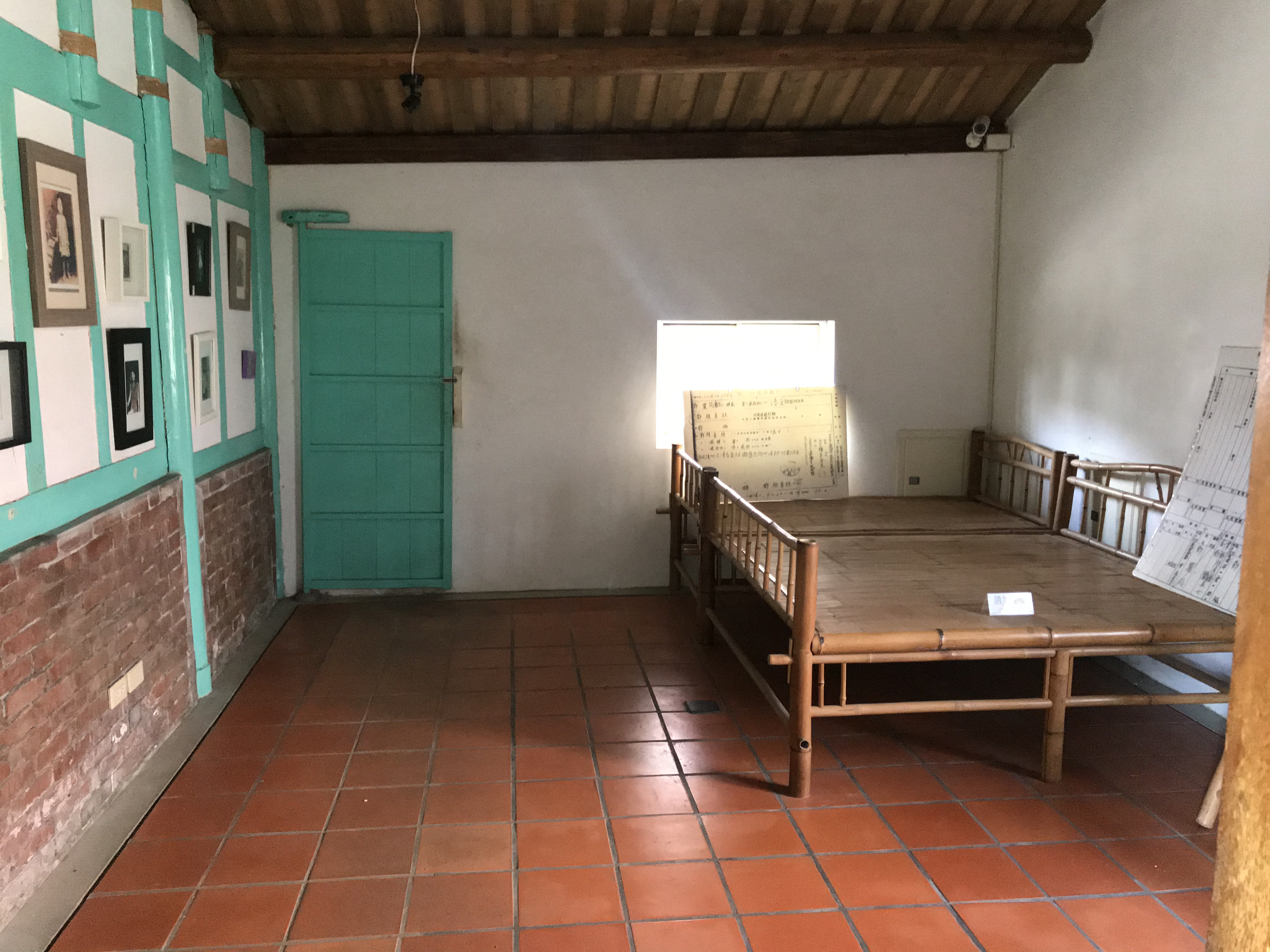
雲林縣褒忠鄉鄧麗君誕生房間

### 早年事業
及至兩三歲，鄧麗君隨家人先後遷居臺東縣池上鄉:24及屏東市:25。1959年，父親退役，舉家遷往臺北縣蘆洲鄉（今新北市蘆洲區）眷村，而鄧麗君入讀蘆洲國小。小學階段，她參與校內遊藝會演出，參加演講及朗誦比賽，也漸培養對歌唱的興趣:40-44，課餘時間，駐紮於學校附近的空軍93康樂隊裡面有一位胡琴樂師當她的音樂啟蒙老師，後來她也隨空軍93康樂隊到處勞軍表演，也曾參加僑大先修班的校內晚會演出，其歌唱天分漸嶄露頭角。此時，鄧麗君7歲，是為歌唱生涯的萌芽期。由於分心歌唱，她沒有考入心中理想的公立中學，因而轉而考進私立金陵女中:45。
1964年，年僅11歲的鄧麗君參加中華廣播電台舉辦的黃梅調歌唱比賽，以一曲〈訪英台〉奪得冠軍；翌年以〈採紅菱〉在金馬獎唱片公司舉辦的歌唱比賽奪冠。其後，鄧麗君利用課餘時間參加正聲廣播公司舉辦的歌唱訓練班，學習歌唱技巧，以第一名成績結業:45。初中階段的鄧麗君，在課餘時間參加晚會演出，歌藝被「國之賓」歌廳老闆賞識，邀請在歌廳駐唱，以清純活潑形象定位，招牌歌曲正是〈一見你就笑〉:57-58。
隨着鄧麗君展開走唱生涯，漸無法兼顧演唱及求學，在1967年選擇休學展開歌唱事業:62-63。不到1年時間，鄧麗君成為歌廳、夜總會、餐廳及飯店等爭相邀請演出的歌手，更成為台北市西門町七重天豪華大歌廳的駐場歌手，接拍電視廣告:66，亦經常到參與勞軍義演:69。1967年，鄧麗君加盟宇宙唱片，發行個人第一張專輯《鄧麗君之歌第一集·鳳陽花鼓》。1968年，於台北中山堂參加賑濟菲律賓震災的演出，捐款新台幣一萬一千元。1969年中國電視公司啟播，鄧麗君獲邀主持晚間黃金時間播出的節目《每日一星》，並為中視首部電視連續劇《晶晶》主唱同名主題曲，成為她演唱第一首影視主題歌曲，令她家傳戶曉:70-71；參演首部電影——由謝君儀執導的《謝謝總經理》，飾演能歌善舞的女大學生，片中她並唱了十首曲風青春活潑的歌曲，正式成為「歌、影、視」三棲的歌手:72-75。

### 風靡東亞
1969年9月，參加和興白花油董事長顏玉瑩組織的颱風賑災義賣活動，其後積極參與慈善活動，並在海外登台，年底獲中廣推薦到新加坡參加慈善義演，名聲大噪:108-109；12月27日，受邀赴港參加工展會，爲《華僑日報》發起的「助學救貧運動」義賣白花油，籌得善款5100港元，隔月當選「白花油慈善皇后」。
1970年，與香港無線電視台簽約。8月，隨凱聲綜藝團第二次赴香港，在明愛中心、皇都戲院演唱，期間曾助港九街坊會、呂氏宗親會籌集善款。鄧不冶艷打扮，而以清新的形象風靡香港。此時她的演唱收入已經大為提高，一場大約可領到一千多港幣。鄧麗君說：「我第一次踏上舞臺的時候，只拿到五塊錢台幣，算是來回的交通費，但是當時我只要能站在臺上演唱，就很滿足了。」這種說法給香港觀眾留下很好的印象。
1971年至1973年下半年，在香港、新加坡、馬來西亞、菲律賓、泰國、越南和台灣巡迴演出，並頻繁參與慈善。1971年，為籌設香港保良中學、救濟香港水災義演；7月，在越南海南醫院看望孤寡老人；1972年，再度參加白花油義賣，當選「慈善皇后」；6月，參加新加坡「歌樂飄飄慈善晚會」，為殘廢兒童救濟基金募款；1973年，於新加坡國家劇場出席遠東十大巨星慈善晚會。期間還出演電影《歌迷小姐》、《天下一大笑》等，在臺灣買下一座別墅，與馬來西亞富商林水成之子林振發相戀。各地華人對鄧麗君的慈善義舉熱情響應。
返台後，被台北美國學校錄取為插班生，主修英文。1974年主演喜歌劇《唐伯虎點秋香》、《西廂記》與舞台劇《女記者》。是年1月12日，為響應中華民國警察電台「雪中送炭」運動，與雙親赴警察電台，捐新台幣一萬元。此後幾乎每年的冬天，鄧麗君如果不在台灣，總會托人致送一筆捐款給《雪中送炭》節目，救濟貧困民眾；如果在台灣的話，必定親自參與和呼籲。
1976年，首次在香港利舞台舉行個人演唱會，門票銷售一空；後連續兩年在此地開辦個人演唱會。

### 赴日發展
1970年代初期，日本寶麗多唱片公司指派佐佐木幸男在香港尋找女歌手前往日本發展，並在東方歌劇院發現鄧麗君。隨後，舟木稔積極邀請她前往簽約，並成功說服不願讓女兒前去日本重新發展的鄧樞同意此一提議。
1974年，鄧麗君在母親陪同下，前往日本發展，並取藝名為（音譯）。鄧麗君在剛抵達日本時，尚未通曉日語，也未適應當地生活節奏；除了努力學習日語、跟專業的老師學習專業的演唱法，公司還依規定安排她去夜總會和歌舞廳演唱。同年3月1日，鄧麗君的首張日語單曲〈（無論今宵或明宵）〉公開發行，但銷量只有十幾萬張。同年7月1日，她的第二張日語單曲〈空港〉正式發行，並在一個月內以70萬餘張總銷量進入全日本流行榜前15名，還因此榮獲日本唱片大獎新人獎。
1975年7月，鄧麗君簽約加盟香港寶麗金唱片公司，並於9月在當地發行《島國之情歌第一集》專輯；在1975年至1984年這段期間，她陸續推出八集《島國之情歌》系列專輯，其中包含了日本流行歌曲、由日本流行歌曲改編翻唱以及原創的華語流行歌曲。1977年3月17日，為宣傳新曲「故鄉在何處」而造訪大沼郡三島町，並成為三島町「故鄉運動」的特別町民。4月，於東京新橋舉行首次個人演唱會，名為「愛你 故鄉在何處」。1978年7月，於川崎舉行個人大型演唱會，再度將所得捐給「雪中送炭」节目，獲「雪中送炭獎」。12月28日，赴台視捐新台幣五十萬元，予自強救國基金。
1979年2月14日，鄧麗君持印尼護照入境日本，遭日本拘留。當時，鄧麗君因中華民國政府與日本政府已無官方邦交關係與雙方出入境管制程序之障礙（持中華民國護照入境日本須申請當地官方核發之渡航證明書，臺灣當地又有警備總部嚴加查核），而決定持印尼護照自香港搭乘中華航空CI116班機由東京羽田機場入境日本。同月22日，日本入國管理局東京事務所公佈調查結果，結果證明鄧麗君所持印尼護照並非偽造護照，她亦無為他人出售偽造護照，最後無罪開釋。同月24日，日本法務省裁決鄧麗君一年內不得再度入境，而持著蓋有美國入境簽證的中華民國護照前往美國，並在該國履行表演和唱片合約。

### 北美回臺
鄧麗君先到美國舊金山落腳，然後到洛杉磯的南加州大學進修英文，之後轉學到加州大學洛杉磯分校，學習日文、生物及數學。期間完成了〈甜蜜蜜〉和〈小城故事〉的錄製。4月，在舊金山、洛杉磯和溫哥華舉行演唱會。12月，與因《醉拳》一片大紅的成龍在美國相遇，兩人相互愛慕，但因成龍的不成熟，失望透頂下的鄧麗君於是離去，此後兩人便維持朋友身份。次年5月，受邀在林肯表演藝術中心演唱，獲紐約市長贈「金蘋果」胸針。7月，在紐約、舊金山和洛杉磯舉行第二次巡迴演唱會，聽眾大多是華僑，但也不乏美國人，受到熱烈歡迎，尤其是與聽眾合唱〈梅花〉，令鄧感動流涕。
時任中華民國總統蔣經國頒布三不政策與中共抗衡，時香港唱片公司請鄧麗君赴中國大陸傳聞，甚囂塵上，於是派中央文化工作會主任楚崧秋赴美，以盛大排場請鄧回台；蔣經國亦有意利用鄧麗君的影響力進行政治宣傳，因此鄧麗君回台後積極參加勞軍以及育幼院、養老院等各種義演活動。
1980年10月4日，鄧麗君返回臺灣舉行演唱會，捐所得新臺幣一百五十万零六百元予「自強救國基金」；在演唱會中，主持人田文仲向鄧麗君求證關於大陸地區邀約她前往演唱之事情，她表示曾在報紙上看見相關訊息但無人前來接洽，並隨後說道「如果，我去大陸演唱的話，那麼，當我在大陸演唱的那一天，就是我們三民主義在大陸實行的那一天。」
1981年1月，被行政院新聞局授予「愛國藝人」獎牌，由時任行政院新聞局局長宋楚瑜頒獎。3月，在台灣各地舉行演唱會。5月，与李季準合作主持金钟奖颁奖典礼。8月，鄧麗君跑遍台灣各地軍營勞軍一個月；她前往看望各地的國軍將士並為他們歌唱。此後，台視製作並播放了《君在前哨》電視特輯，同名主題曲〈君在前哨〉為左宏元作詞作曲。
1983年3月，与张帝合作，再度主持金钟奖颁奖典礼。1984年1月，在台北中華體育館先後兩天举办《十亿个掌声》演唱会，3月青年節，救國團總團部頒發給鄧麗君「十大傑出女青年」獎。
蔣經國擔任總統晚期，中國大陸方面邀請鄧麗君演唱，蔣派宋楚瑜與鄧聯絡，請其勿去，鄧麗君思考後應允，事後宋本想宴請鄧麗君以示歉意，但反被鄧麗君請喫飯。

### 人氣飆升

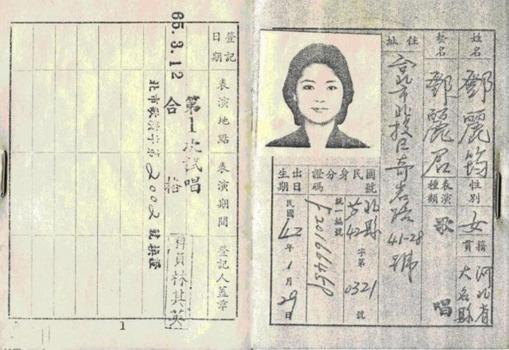
鄧麗君的歌唱演員證

70年代後期，鄧麗君的歌聲已經傳入中國大陸並受到熱烈歡迎，但主流文化一直批評其「黃色」、「反動」、「靡靡之音」，並認為《何日君再來》是「漢奸歌曲」，1980年大陸音樂協會還召開西山會議予以嚴厲批判。1983年後，對鄧樂的批評有所減弱。
儘管如此，民眾還是反覆用卡帶錄下台灣電台所播放、偷偷地聽著鄧麗君的歌曲。1979年12月，大陸女排在亞洲排球錦標賽中戰勝日本，奪得冠軍，鄧麗君受霍英東之邀，在宴會中為隊員們演唱了兩首歌曲。1980年，載有17名大陸船員的荷蘭籍貨船停靠在基隆，船員們特地跑到台北購買鄧的錄音帶；次年，又有因故迫降中正國際機場的大陸桌球隊員，到免稅店搶購錄音帶；甚至有大陸飛行員駕機相投。1980年代初，在中國大陸，鄧麗君的盜版卡帶充斥市面，擄獲了民眾的心，《何日君再來》、《小城故事》、《路邊的野花不要採》在大街小巷中傳唱，人們開玩笑地說：「白天聽老鄧、晚上聽小鄧」、「只愛小鄧，不愛老鄧」。1988年央視春晚也在嘗試邀請鄧麗君參加，但因台湾的“不接触”政策而未能成行。1995年鄧麗君逝世，央視開始報道鄧麗君的新聞，表明鄧麗君在當局已被解禁。
1980年10月15日为香港仁濟醫院筹款，在海城夜总会举行义演，收入作为医院基金。12月18日，在香港推出個人首張粵語大碟《勢不兩立》。
1981年4月29日，在星洲演唱會舉行義演，所得捐新加坡國家劇場基金；同年，與譚詠麟錄製單曲《愛人女神》；10月28日與郭孔丞訂婚；12月初在香港參加《欢乐满东华》慈善晚会。
1982年1月8日至11日，鄧麗君在香港伊利沙伯體育館舉行演唱會，含一場慈善義演，為鄧麗君預定退出演藝圈的告別演出；後來原定3月17日在新加坡舉行的婚宴，因故未成婚。7月，獲國民黨頒發「热心公益演艺人员」奖。該年年底，鄧麗君接受臺北ICRT電臺英語訪問表示，她一年會有四、五個月密集工作。因為保護嗓子，平日不抽煙，但會喝點小酒，淺嘗即止。她愛網球及釣魚，也愛看愛情電影。此外，她會利用空檔閱讀英文與日文書。
1983年2月2日，鄧麗君發行以古典詩詞為主題的專輯《淡淡幽情》。5月，宝丽金公司宣布邓丽君唱片自1975年起销量累计达500万张，创華語唱片销量纪录；發行第二張粵語大碟《漫步人生路》；到訪馬來西亞残障人协会与安老院，慰問孤獨廢疾者。10月，在馬尼拉演出。
1983年12月29日起至1984年1月17日，鄧麗君於香港、台灣、新加坡、馬來西亞四地，舉辦“鄧麗君15週年巡回演唱會”，開創多項先河，共有十萬餘人次到场觀賞。其中巡演台灣站由台湾中央广播电台面向大陸地區進行實況转播，覆盖两岸三地近十亿听众，由此得名“十亿个掌声”。時至今日，大中華地區所銷售的鄧麗君在1982年至1984年於港台等地演出的DVD，銷量猶佳。同年，香港寶麗金和歌林唱片在《淡淡幽情》發行後結束合作關係，後續鄧麗君的華語專輯，改由台灣金聲唱片和台灣寶麗金唱片，在台灣地區继续代理發行。

### 風行日本
1984年，唱片公司也從寶麗多（Polydor）轉籍到金牛宮（Taurus）唱片，以荒木豐久作詞、三木剛作曲的〈つぐない（償還）〉再次於日本出道。該曲經由有線放送，一點一滴地匯集人氣後，一發不可收拾地大受歡迎，頒獲日本有線大賞等好幾個大獎。
1985年所發行的〈愛人〉一樣與荒木、三木合作，大受歡迎。鄧麗君藉此曲登上第36回NHK紅白歌唱大賽，並以親自設計的楊貴妃造型出場。〈愛人〉在有線放送要求點播榜，獲得連續14週第1名。1985年12月，在NHK音樂廳舉行《One & Only》個人演唱會，此演唱會被評為她個人最佳的現場演出，將所得悉數捐給當地慈善機構。
1986年春節，由日本返台，在台視出演特別節目《與君同樂》。與荒木、三木所合作的第三個歌曲〈時の流れに身をまかせ（我只在乎你）〉發行也大受歡迎，並於該年憑藉此曲再次登上NHK紅白歌唱大賽的舞台。
〈つぐない〉和〈愛人〉在日本皆有150萬張的銷售紀錄，〈時の流れに身をまかせ〉則是200萬張的驚人佳績，並位居1986年日本卡拉OK歌曲点唱总量第2位。從1984年到1986年間，在「日本有線大賞」及「全日本有線放送大賞」的東、西有線大賞裡獲得史上第一個大賞・金賞三連霸。1987年6月，發表單曲〈别れの予感（別離的預感）〉，〈時の流れに身をまかせ〉位居當年日本卡拉OK歌曲点唱总量第1位。
1988年1月，發表單曲〈恋人たちの神话（戀人們的神話）〉，〈别れの予感〉位居當年日本卡拉OK歌曲点唱总量第1位。
1991年，第三度受邀參加第42回NHK紅白歌唱大賽。

### 旅居生活
1980年代後期，鄧麗君將工作重心逐漸轉移到英國和法國。
1988年，鄧麗君以700萬港元購入香港赤柱一棟雙層高西式別墅，並在裝修一年後於1989年正式入住定居香港，直至1995年逝世之前，香港亦成為鄧麗君最後一個家。
1989年，鄧麗君在六四事件前後表態支持學生；她在香港不顧周遭親友反對而參加了抗議集會。5月27日，她在跑馬地《民主歌聲獻中華》活動中挂着手書“反對軍管”的牌子並演唱〈我的家在山的那一邊〉。6月21日晚，她又在電視直播中悲慟地演唱新曲〈香港〉。
1991年3月，儘管暫住巴黎，鄧麗君仍返回臺灣參與勞軍演出，並在金門前線馬山觀測所向大陸同胞喊話。5月，華東地區發生嚴重水災，鄧與一眾演藝界人士在香港舉行賑災演出。
1992年，鄧麗君出席在巴黎的六四事件紀念活動。
1993年，連續第三年返台參加勞軍演出。
隨著氣喘發作情況日益嚴重，鄧麗君在1994年12月底與男友保羅前往當時以空氣清新著稱且較少華人聚居的清邁調養度假，並開始著手寫作復出歌壇的歌曲。
1995年1月1日，鄧麗君因氣喘病發引致呼吸不順並前往當地蘭朗醫院求醫，但診斷結果顯示並無大礙。

### 泰國病逝
1995年4月底，鄧麗君與保羅入住清邁梅坪酒店位在15樓的總統套房。同年5月8日泰國時間下午4時左右，鄧麗君氣喘病再次於保羅外出採買雞肉時發作；當時，藥瓶已空，她急促地用氣喘噴霧噴向鼻部以助呼吸和緩下來，但仍無濟於事，於是她奔出房間求救，並不斷呼叫「媽媽、媽媽」，最後因氣喘而引發心肌梗塞，便在該層職員櫃台前不支倒地。酒店職員立時將面無血色的鄧麗君送往蘭朗醫院急救（雖當時酒店附近有一小型醫院）。由於接近下班時間，繁忙交通，延遲車程；途中，鄧麗君再次發出微弱呼喊聲後，停止了呼吸，救護員替她持續施加心外按壓及心臟電擊接近45分鐘，但最後於當地下午5時30分被宣告不治，享年42歲。後來，鄧麗君的家人和保羅都同意不讓她的遺體進行解剖；5月11日，遺體被安排以泰航TG636航班採用波音747-200B型客機（機號為HS-UTB）經空運抵達台灣中正國際機場。
5月25日，中華民國總統府頒發褒揚令以表彰她的愛國主義情懷和演藝成就，並准予在她的靈柩上覆蓋國民黨的青天白日旗和中華民國的青天白日滿地紅國旗；當時，總統府秘書長吳伯雄等四人擔任國旗覆旗官，中國國民黨中央委員會秘書長許水德等四人擔任黨旗覆旗官。此外，總統李登輝亦頒發「藝苑揚芬」輓額給她，中國國民黨也追贈榮譽獎章「華夏一等獎章」與她。時任臺灣省省長的宋楚瑜擔任她的治喪委員會主委並親自為其墓園「筠園」題名，行政院長連戰、前任行政院長郝柏村、時任國防部長蔣仲苓、時任臺北市長陳水扁等政治人物也親臨致哀。中國大陸中央電視台及台灣、香港、日本地區的大眾媒體也紛紛在新聞中發出哀悼她過世的訊息。
5月28日，眾人於臺北市第一殯儀館為她舉辦出殯儀式，她的遺體隨後在眾多歌迷目送下，安葬於金山的金寶山筠園墓園；她父母與二哥的遺體也先後安葬於該墓園。

## 個人生活
邓丽君18歲那年在馬來西亞演出，與造紙廠董事長林振發交往，兩人感情很好，但林振發突然心臟麻痺猝死，無緣結為連理。
1979年鄧麗君在美國留學時，曾與成龍交往，兩人和平分手，並維持好友關係。
1980年與馬來西亞「糖王」郭鹤年之子郭孔丞交往，1981年10月28日訂婚，並預定在1982年3月17日与郭孔丞举行婚礼，却因为男方的祖母郑格如（郭鹤年母亲）阻撓，就此分手了。据香港媒体报道，由于郑格如的观念比较保守，所以她对身为当红明星的邓丽君感到不悦。于是，她在谈论婚礼细节的时候，对邓丽君提出了三个苛刻的条件：
1. 必須交出详细的身家资料。
2. 必須终止歌唱演艺事业，专心当郭家少奶奶。
3. 必须和所有藝人、所有男性朋友断绝来往。

理解了以上三个条件，邓丽君非常纠结，并反复考虑。最后，她作出了与郭孔丞分手的决定。
1989年，鄧麗君旅居法國，在朋友沈雲開的「新敦煌」酒樓相識相戀比她小15歲的法國攝影師保羅（Quilery Paul Puel Stéphane，1968年9月－）。保羅當時住在巴黎唐人區19號的一間酒樓上。鄧麗君因工作需要請保羅幫忙拍照。保羅由此而成為鄧麗君的私人助理，負責她的照片與錄影帶的攝製。保羅是家中獨子，從小居住在法國北部诺曼底。他原來是音樂人，會作曲，但因為特別喜歡攝影，就到巴黎唐人街當了一名攝影師。保羅與鄧麗君相戀5年，到1995年5月8日鄧麗君在泰國因哮喘意外過世後，保羅獨自居住於鄧麗君在香港的赤柱別墅裏3年，直至1998年方返回法國生活。
1995年，保羅接受香港媒體採訪時透露，喜愛小孩的鄧麗君生前已與保羅訂婚，並已計劃在同年8月結婚。
邓丽君早年信奉羅馬天主教，後為工作事業而改信佛教。

## 政治立場
鄧麗君從小受軍旅家庭的影響，與國民黨有著深厚的關係。出生時，父親鄧樞是國軍中尉，鄧麗君在1980年10月4日的台北國父紀念館演唱會上，非常直白地表達政治立場，当主持人田文仲向鄧麗君求證關於大陸地區邀約她前往演唱的说法时，她表示曾在報紙上看見过相关消息，但無人与她接洽，並說道：「當我在大陸演唱的那一天，就是我們‘三民主義’在大陸實行的那一天。」1981年，鄧麗君在全台灣勞軍一個月，並為將士演唱，深得台灣國防部的表彰。而台灣民間稱她為「愛國歌手」、「軍中情人」。
1985年2月9日，鄧麗君在新加坡接受香港記者長途電話訪問時，公開表示：「身為一個藝人，有這麼多中國人喜歡聽自己的歌，心裡難免會有點兒想面對面唱給他們聽的衝動，但是我生長在臺灣，我一定會堅持我的立場，不可能去大陸演唱……」
1989年六四事件前後，鄧麗君不顧周遭親友反對，表態支持參與學生。5月27日，她在香港跑馬地《民主歌聲獻中華》活動中懸掛手書“反對軍管”的牌子並演唱〈我的家在山的那一邊〉。10月，她于日本TBS电视台的《爱的15年—出道15周年特别节目》中，在演唱《悲傷之自由》之前說道：
|                                                            | 我是中國人，無論到世界何處，在哪裡生活也好，我都是中國人。所以今年中國所發生的事情，讓我感到很痛心。中國的未來究竟在哪裡？我十分憂慮。我渴望自由，而且所有人都應該享有自由。如果自由受到威脅，那是多麼可悲的事。但是，這種悲痛的心情，總有一天會好起來的，無論是誰都一定能夠互相了解的，深信那一天的到來。我將會為此歌頌一曲，最後帶來新曲〈悲しい自由〉。 |
| ——鄧麗君演唱〈悲しい自由〉前的獨白（譯自日語），1989年10月 | |

1991年3月，鄧麗君返回臺灣參與勞軍演出，並在金門前線馬山觀測所向大陸同胞喊話：
|                                      | 親愛的大陸同胞們，你們好，我是鄧麗君。我現在來到金門的廣播站向大陸沿海的同胞們廣播。我今天要跟大家說的是，我很高興地能夠站在自由祖國的第一前線——金門，我感覺到非常地快樂、非常的幸福。我希望在大陸的同胞也可以跟我們享受到一樣的民主跟自由，唯有在自由、民主、富庶的生活環境下，才能擁有實現個人理想的機會；也唯有全體青年都能自由發揮聰明才智，國家的未來才会有充滿光明和希望。我希望很快地能夠再回到金門，跟金門的弟兄們見面；當然，還有跟大陸沿海的同胞們通話。在這裡呢祝大家身體健康，民主萬歲！謝謝！」 |
| ——鄧麗君於金門馬山廣播站喊話，1991年 | |

1992年，鄧麗君在出席在巴黎的六四事件紀念活動，演唱〈血染的風采〉、〈小城故事〉和〈歷史的傷口〉，她說：「我絕不向暴政低頭，絕不對壓力妥協！」並在與蔡崇國的談話中說：「中共在香港的人給我做工作，要我去大陸看看、唱歌。我後來答應了。是喬冠華和賀龍的兒子在具體安排……都安排好了，民運就爆發了。他們開槍了，我怎麼回去？我跟他們說了，六四不平反，我就不去大陸。」。
1994年3月，她在節目《龍門陣》裡表達建設中國的願望，「因為大陸實在太落後了……當然希望趕快建設會好點，大家生活都會好點。希望愛國之士，可以多返回大陸。」。

## 語言能力

1996年阿布哈兹的鄧麗君纪念邮票

鄧麗君父母的家鄉方言均係中原官話，父母的家鄉雖分屬河北與山東，實則只距140公里不到，方言相近。父系一方，爺爺與父親都是河北省大名縣人，處河北省最東南角，毗鄰山東省界與河南省界，方言屬中原官話鄭曹片。母系一方，外公與外婆是山東省靠河南省界上的東平縣人與梁山縣人，兩縣毗鄰，方言都是帶冀魯官話過渡性質的中原官話，母親成長於河南開封，開封方言屬中原官話鄭曹片。不管如何，鄧麗君的母語國語帶北方口音。
鄧麗君因練唱臺語歌曲而學習臺語，日常生活通話不成問題，但遇到生難詞彙或俗語就不行了。
鄧麗君在香港與日本長期發展歌唱事業，亦常上綜藝節目，能流利使用香港粵語與日語。又在居香港時，跟上海籍的香港演藝朋友學會了上海話。
其他方面，英語程度能在美國大學聽課，電視上曾接受葉麗儀的英語訪問。，法語因旅居法國的關係，能基礎溝通。還有一些只能背誦歌詞，但不足以口說的，如印尼語等。

## 大事年表
- 1958年，至屏東市仙宮戲院附近學芭蕾舞。
- 1960年，開始公開歌唱表演。
- 1963年，參加中華電台黃梅調歌曲比賽以〈訪英台〉獲得冠軍。

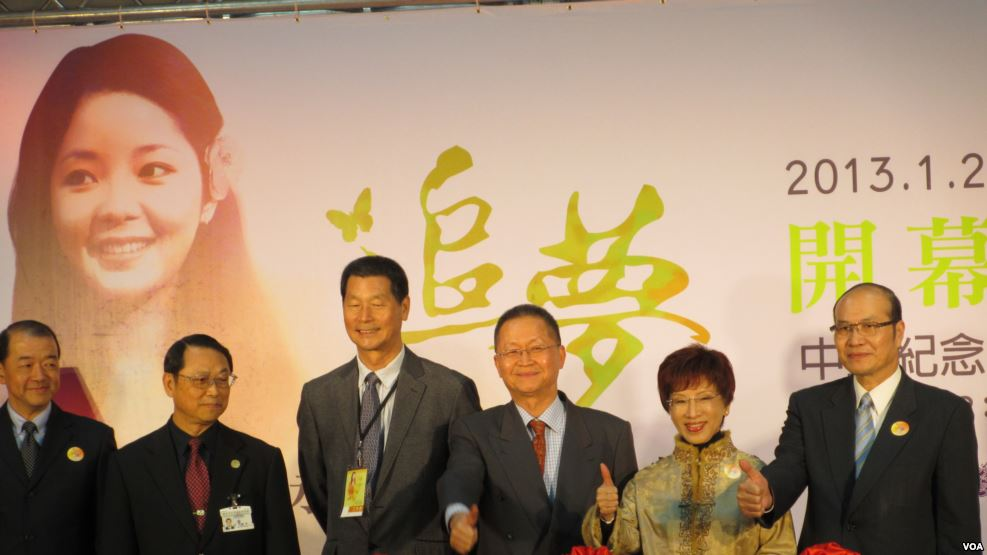
2013鄧麗君特展開幕記者會，立法院副院長洪秀柱到場。

- 1964年，代表學校參加全縣國語朗讀比賽，獲得第一名。
- 1966年，參加金馬獎唱片公司歌唱比賽，以〈採紅菱〉奪得冠軍。
- 1967年，自金陵女中休學，加盟宇宙唱片公司；9月推出第一張唱片，正式以歌唱為職業。
- 1969年，演出第一部電影《謝謝總經理》（導演：謝君儀）；演唱中視開播首檔連續劇《晶晶》主題曲及輪值主持中視歌唱節目《每日一星》；應新加坡總統夫人邀請，首度出國做慈善義演。
- 1970年，獲白花油義賣「慈善皇后」榮譽。隨「凱聲綜藝團」到香港表演。在港拍電影《歌迷小姐》。
- 1971年，到東南亞，即泰國、馬來西亞、新加坡與菲律賓一帶公演。
- 1972年，當選香港十大最受歡迎歌星，並再度當選「白花油慈善皇后」榮譽。19歲這年，是她曲風的分水嶺，她從快節奏的少女歌曲，逐漸開始唱成熟型的抒情歌曲。
- 1973年，與日本「寶麗多」機構（即寶麗金的日本分公司，現環球唱片）簽約赴日發展。到香港演唱於「香港歌劇院」、「漢宮」及「珠城」，後前赴越南共和国（南越）演唱。
- 1974年，以〈空港〉（《情人的關懷》日文原版）一曲當選1974年日本「最佳新人歌星賞」。
- 1976年，赴香港利舞台舉辦首次個人售票演唱會。
- 1977年，成為「香港第一屆金唱片頒獎禮」金唱片得主。這年發表〈月亮代表我的心〉、〈香港之夜〉和〈何日君再來〉等歌曲。其中最後一曲傳入中國大陸，空前轟動。
- 1978年，個人大碟《鄧麗君Greatest Hits》及《島國之情歌—第三集》同時獲香港第三屆金唱片。於日本以〈東京夜景〉獲得「正頑張中賞」。發表日語版〈何日君再來〉和〈夜來香〉等歌曲。
- 1979年，「香港第四屆金唱片頒獎禮」上，同時有3張大碟獲白金唱片獎，另有2張大碟獲金唱片獎。赴美國洛杉磯南加州大學(USC)進修兩年，學習日文、英文、生物及數學，4月首次在加拿大溫哥華舉行演唱會。發表〈小城故事〉和〈甜蜜蜜〉等歌曲，其中〈甜蜜蜜〉是翻唱印尼民謠，深入人心，歷久不衰。
- 1980年，榮獲台灣第15屆金鐘獎「最佳女歌星獎」，這次該獎項首次頒發。在美國紐約林肯中心、洛杉磯音樂中心登台。鄧麗君身在美國，然而其歌聲卻響遍神州大地，大江南北的民眾為鄧麗君歌聲而醉倒。據悉，連鄧小平也甚為欣賞鄧麗君獨特的演繹方式。在香港推出第一張粵語大碟——《勢不兩立》，瞬即達到白金唱片數字，第四度踏足利舞臺，舉行一連7場個人演唱會。10月返台於國父紀念館義唱，門票收入全數捐作自強愛國基金。年底赴東南亞作巡迴表演。發表〈你怎麼說〉和〈在水一方〉等歌曲。
- 1981年，中華民國新聞局頒發「愛國藝人」獎牌，與李季準主持金鐘獎典禮。在香港利舞台創下個人演唱會場次最多之記錄。6月於台灣義演，台視播出長達120分鐘的《君在前哨》特別節目。參加「香港第五屆金唱片頒獎禮」，她所灌5張個人大碟同時獲白金唱片，勇破歷屆金唱片記錄。
- 1982年，於香港伊利沙伯體育館舉辦個人演唱會，推出《鄧麗君演唱會》雙唱片，面世即雙雙成為白金唱片。年底，她接受臺北ICRT電臺英語訪問，盤點數算她七至卅歲的歌唱生涯大事記。至此，她已發表超過上百張唱片。
- 1983年，2月19-20日赴拉斯維加斯「凱撒皇宮大賭場」演唱，是首位在此簽約演唱的華籍女歌手；6月推出廣東大碟《漫步人生路》，唱至街知巷聞。 12月29日起在香港紅磡香港體育館舉行15週年巡迴演唱會（6場）。
- 1984年，在東南亞各地舉辦15週年巡迴演唱會，其中在台北中華體育館那一站的演唱會被稱為「十億個掌聲」演唱會（2場）；當選「十大傑出女青年」；重返日本推出《償還》專輯，立即打入日本唱片流行榜，停留榜內接近一年，刷新日本樂壇歷史記錄。鄧麗君也因此獲得眾多獎項，其中包括「年度有線大賞」、「最受歡迎歌曲賞」，也被提名角逐「日本唱片大賞」之「最優秀歌唱賞」。
- 1985年，在日本憑藉新歌《愛人》連續14周蟬聯日本有線點播榜冠軍，並再奪「有線放送大賞」，同時在日本樂壇創下兩項歷史記錄。《愛人》一曲不費吹灰之力便入選日本「第36回紅白歌合戰」。首次參與電視劇演出，〈愛人〉一曲更成為該劇主題曲（「愛人」在日文中為第三者之意）。8月返台與張菲主持「反盜錄、反仿冒」義演晚會。12月在日本NHK大會堂舉行演唱會，命名《唯一一次》，不幸的是，那次真的成為鄧麗君在日本『唯一一次』大型演唱會。
- 1986年，主持台視春節特別節目「與君同樂」。單曲〈時の流れに身をまかせ〉（〈我只在乎你〉日文版）連續三年拿到日本有線大獎和全日本有線放送大賞，創下外國藝人在日本歌壇最輝煌的紀錄。再度順利入選日本「第37回紅白歌合戰」。
- 1987年，繼續穿梭於香港、台灣、美加及法國等地，但已處於半退休狀態，除參與慈善演出外，甚少於公眾場合露面。赴紐約參加「國際公益金」義演。
- 1988年，名作詞家慎芝過世，專程返台弔唁。
- 1989年，香港亞洲電視於農曆年初二晚直播煙花匯演，鄧麗君應邀出席，並演唱一曲〈漫步人生路〉。
- 1990年，應邀出席無綫電視直播之慈善節目，作表演嘉賓。
- 1991年，赴港為「愛心獻華東」賑災籌款，作慈善表演嘉賓。入選日本「第42回紅白歌合戰」。
- 1992年，推出《難忘的Teresa Teng》專輯。
- 1993年3月，赴港作亞洲電視時事清談節目《龍門陣》嘉賓。返台在台中國軍清泉崗空軍基地舉辦《永遠的情人》大型勞軍演唱會。
- 1994年，參加華視慶祝黃埔軍校建校70週年所舉辦的「永遠的黃埔」晚會，為最後一次在台灣之公開演出。於日本推出《夜來香》唱片。
- 1995年5月8日，於泰國清邁因哮喘病急逝。同月28日，鄧麗君長眠台北縣（今新北市）金寶山「筠園」。同年獲香港電台追頒金針獎，以表揚其對樂壇的貢獻。

## 評價及影響

### 台湾
過世後獲中華民國政府頒發褒揚令，獲頒原因為「愛國藝術歌唱家鄧麗君，譜名麗筠，蕙質春明，瑤華濟美，幼蘊才慧，早擅新聲。天縱仙呂藝能，頭角崢嶸於海內；胸懷英雄肝膽，熱情洋溢乎軍中。砥礪奮發，育成大家范型；柔美婉約，深得風人意旨。高潔沁潤眾心，勇奪最佳女歌星榜首；英發楷模當代，榮登十大女青年班頭。美譽傳乎四裔，清歌騰於國際。參與勞軍活動，鼓舞士氣，柳營傳千古絕唱；推廣民族歌聲，伸張正義，神州享超鄧高名。乃復義不帝秦，行止弗入中土；忠以作孝，僑居永愛宗邦。風骨嶙峋，不讓鬚眉。平居熱心公益，頻為善行，藉舒時艱；每值局勢邅迍，輒捐巨款，蔚為國用。大節凜然，輝耀千古。先聖有言：志道、據德、依仁、遊藝，斯人有之。歎以英年遽逝，悼惜良深，應予明令褒揚，以資矜式。」（總統李登輝、行政院院長連戰）
中國國民黨中央委員會榮譽狀：「鄧麗筠同志一生忠黨愛國，奉行三民主義，熱心服務。在演藝事業中享譽世界，為國爭光，尤對國軍宣慰工作始終不渝，特追贈國光一等獎章，藉表敬忱。」（主席李登輝）
中華民國立法院院長王金平：「由於鄧麗君的天賦和努力，加上她傲人的情操，當年在台灣物資缺乏的時候，用她的歌聲和用她各方面的表現來振奮人心，跟國人一起打拚，鄧麗君在各方面的貢獻，包括經濟、文化等，對國家的影響極大。」
中華民國教育部部長和中央研究院副院長曾志朗表示非常喜歡鄧麗君的歌，聽到她的歌聲會讓人聯想到和平、純真、人間有愛，他最愛哼唱的就是「月亮代表我的心」，因為那是一首會平靜人心的歌。當年鄧麗君的歌響徹台灣大街小巷，對台灣來說是一個時代人物，佔有相當重要的地位。他回憶早年還在美國洛杉磯教書時，在加州大學洛杉磯分校 旁邊有一家長青書店，他經常在那家書店看見鄧麗君買書，她當時打扮得非常樸素輕鬆，綁馬尾、牛仔褲，不敢相信那是鄧麗君。
中华民国情治单位人员谷正文在邓丽君去世后不久接受《独家报道》采访时表示邓丽君是国民党情报人员，但原则上与专业间谍有着根本的区别，充其量也只能算是个信息传递媒介而已；《邓丽君的真实》作者日本记者宇畸真和作家渡边也对邓丽君的间谍身份得出了肯定的结论，认为“冷酷的国际政治硬将邓丽君推上了政治舞台”。
鄧麗君的啟蒙老師左宏元：「她的歌聲像花捲，淡淡的，咬一口，便知內有層次，聽起來溫柔，卻很有力量。」
劉家昌：「鄧麗君是華人最偉大的歌手。」
李宗盛：「在演艺圈很多人是『奇迹』，但唯有邓丽君可以称为『传奇』。」
周杰倫：「我曾经幻想，如果我能穿越时空，回到三十年前，跟她合唱一首歌，那是多么荣幸的一件事情。懷念永遠的鄧麗君。」「我觉得邓小姐是华人歌手里面最有影响力的歌手。我希望我的音乐能成为经典，就像邓丽君和罗大佑那样！」
張曼娟：「鄧麗君的歌聲，在華人世界，根本無可取代。或許有人可得其甜，卻難得其潤；也許有人音質同樣柔美，卻不能有如此寬闊的音域。『靡靡之音』其實原沒有貶損的意思，中秋團圓賞月；千里懷人獨酌；或是兩情相悅；或是過年圍爐，鄧麗君獨特的嗓音，飽含著喜氣，正是全世界的中國人對於幸福的一種想望。」（出自溫柔雙城記中之文章：聽說幸福曾來過）

### 中國大陸
她從1979年開始成為中國大陸流行音樂的標誌，擁有廣泛的歌迷，連當時中华人民共和国文化部部長劉忠德都是其中一員。她柔和的歌聲穿透了兩岸。鄧麗君和當時的中國共產黨領導人鄧小平（老鄧）一起成為老百姓熟悉的名字，並流傳著「白天聽老鄧，晚上聽小鄧」「只愛小鄧，不愛老鄧」等語。
1980年4月，一些音乐人在北京召开了一场专门针对流行音乐取向的讨论会。在会上，一些人批判以邓丽君为代表的港台音乐，批評邓丽君的歌曲是“黄色歌曲”和“靡靡之音”，稱其為低级趣味、反映腐朽颓废情调的乐曲。1995年，中國大陸正式解禁鄧麗君歌曲。
鄧麗君母親说：「也不懂为什么她从小就关心大陆那边的事儿，老问咱们为什么会离开大陆，来到台湾？天性吧！她是很想回去看看的，不是去开演唱会、赚大钱，她没那心思，只是想回去看看。回去看看，我想，这是她永远也圆不了的终生遗憾……」1987年，天津電視台記者徐少英偶遇鄧麗君，並熱情邀請鄧到天津演唱，鄧高興地回答：「謝謝，希望有機會。」上文亦提及1989年前中共方面曾邀請鄧演唱，但先後因蔣經國總統勸阻及六四事件未成行。中國大陸央視前副台长（1980-1992）洪民生退休前也曾邀邓丽君演唱，邓却说不想来，因为她是有国民党背景的。当时洪民生信誓旦旦地跟同行说：「现在政治氛围已经开放了，总有一天邓丽君可以回国登台」。總之由於種種因素，邓丽君一生都未到大陆演出。
2009年9月，為迎接中華人民共和國成立六十周年，由中國大陸國務院新聞辦公室（國新辦）主辦的中國網，發起一項「新中國最有影響力文化人物」的網路評選，活動得到了大陸網民近二千四百萬張選票，鄧以逾八百五十萬張選票獲選「新中國最有影響力文化人物」。
現任中國共產黨總書記習近平是鄧麗君的歌迷，1979至1982年擔任耿飚秘書期間，習近平與耿飚的司機楊希連，「把那盤《小城故事》的磁帶都聽壞了」。
李谷一：「邓丽君是中国乐坛独树一帜、不可磨没的杰出艺术家。」
崔健：「邓丽君是代表一种自由创作的声音，流行歌曲开始真正是一种来自非政治性、非传统性的自由创造。」
于丹：「对于中国文化的意蕴来讲，她已经不是一个歌手，其歌艺成就已超越流行音乐的范畴与层次。」
陳光標：「我們大陸可以這麼說，每個人都喜歡鄧麗君的歌。這麼多年來，我只要聽歌……我就聽鄧麗君的歌。」
董文華：「鄧麗君是華語樂壇永遠無法逾越的高峰。」
白岩松：「如果有一个声音能让全世界的华人安静下来，那就是邓丽君的歌声。」

### 香港
黃霑：「這種嗓子一百年不見一個，所以大陸的中國人都那麼喜歡她是有道理的。她音樂感非常好，耳朵很好，你聽她沒有樂隊伴奏清唱的時候。這種功夫很難有，她音準非常非常地好」
成龍：「邓丽君是兰花，是最后的古典。作为一个艺人，能如此走红，有这么大成就，实在已是生荣死哀，值得大家爱戴与尊敬，流芳百世，永垂不朽了！」
王菲表示鄧麗君是她的偶像和啟蒙老師，「我从没想过也不认为自己可以超越邓丽君，她是我唯一的偶像，我喜欢她的歌，所以我就去唱。」王菲有三張翻唱鄧麗君歌曲的專輯，分別是《風從哪裡來》、《鄧麗君故鄉情》和《菲靡靡之音》（1982年人民音樂出版社《怎样鉴别黄色歌曲》評鄧樂為「靡靡之音」）。1996年，王菲曾在香港电台十大中文金曲颁奖典禮演唱〈我只在乎你〉，2013年，又在大陸央視首播的“追夢·巨星躍北京——鄧麗君60週年紀念演唱會”演唱〈清平調〉、〈獨上西樓〉、〈初戀的地方〉和〈微風細雨〉。

張國榮：「颁奖典礼，若歌星不出席，就算你是邓丽君也不给奖。」
劉德華：「邓丽君她一辈子都非常传奇，她是我的偶像，当她出现广东歌的时候，我就觉得我们的距离拉近了很多……當她唱〈漫步人生路〉時，我就感覺是偶像專門為我唱的！」
張五常在〈鄧麗君現象的延伸〉一文描述道，一九八四年初他有機會在香港看到她表演一場，認為橫看直看都是一百分，是炎黃子孫中數世紀一見的演唱天才。長得好看，唱得悅耳，舉手投足瀟灑利落，反應快，多種語言流水行雲，聽眾用什麽語言提問她就用什麽語言回應。北京當年不容許她到內地演唱是人類的損失。

### 日本
鄧麗君在日本演藝界備受尊崇，不少歌手都把能與鄧麗君合唱視為心愿一樁，只可惜除了在現場的合唱之外，鄧麗君的日文專輯中並沒有合唱歌曲（但的確也有一些後期合成的合唱，比如與五木宏的合唱，以及）。2010年1月發行的是一張後期合成的合唱和重新編曲的鄧麗君日文歌曲精選集，在這張專輯中與鄧麗君跨越時空合唱的歌手有夏川里美、秋元順子、村上哲也、BEGIN等等。
日本歌手德永英明，於2010年4月特別發行《vocalist 4》翻唱專輯，緬懷鄧麗君逝世十五週年。此張專輯獲得連續四週冠軍，及單月冠軍，打破日本唱片史上翻唱專輯的紀錄。

### 韩国
在韓國，鄧麗君的代表作〈月亮代表我的心〉、〈甜蜜蜜〉是家喻戶曉的名曲。2018年南韓藝人姜山恚就曾赴北韓演唱〈月亮代表我的心〉，表達他出生於北韓的父親，在韓戰後無法再回鄉的思念之情。

### 马来西亚
1999年，马来西亚《南洋商报》邀请中文流行曲的专家，对20世纪具影响力的歌星一一评估，鄧位列榜首，《南洋商报》稱其為「最耀眼的星星」。
歌手梁静茹形容：没有邓丽君，就没有今天的梁静茹！邓姐可以说是我们大家永远最崇拜的一个巨星。

## 紀念

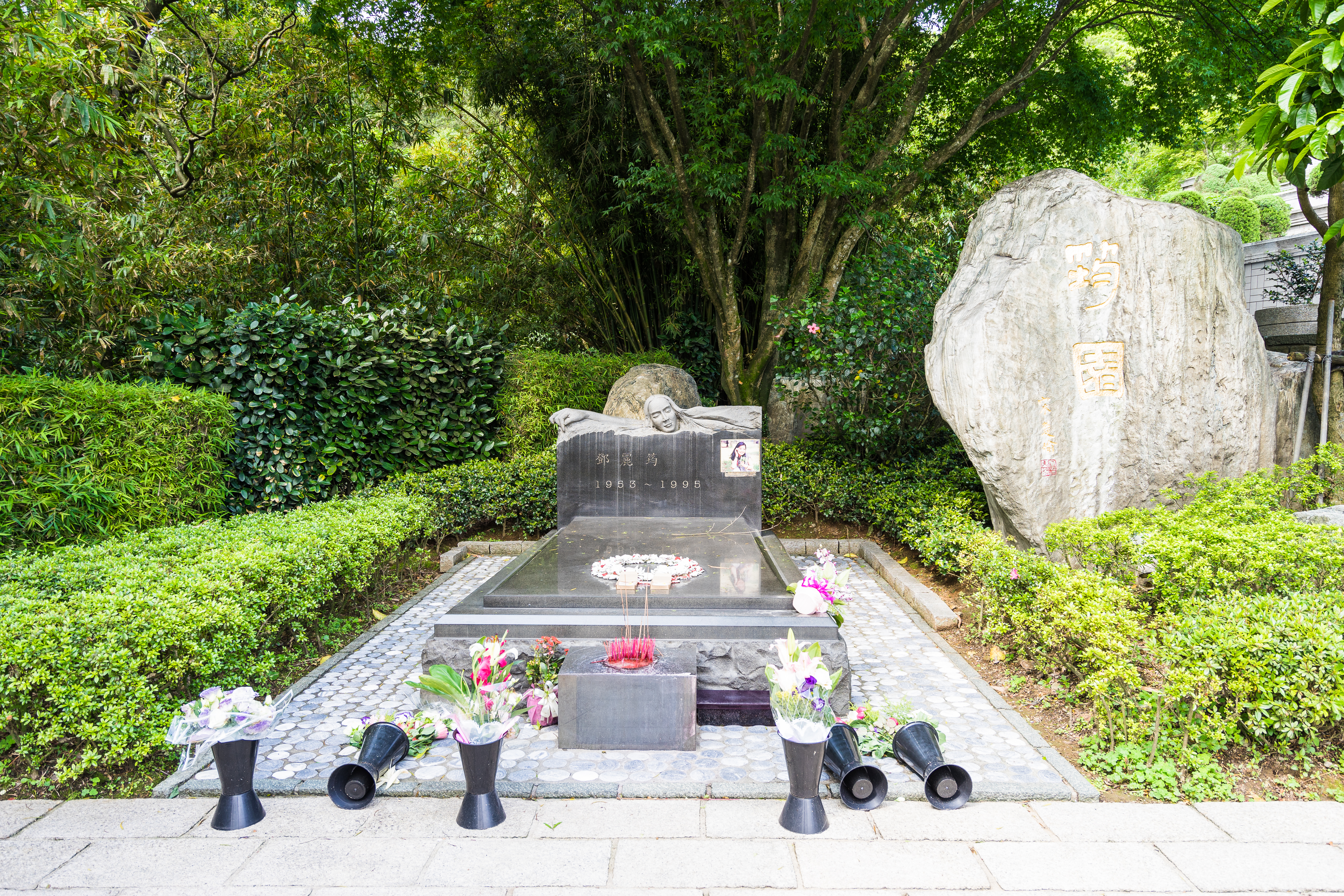
筠園

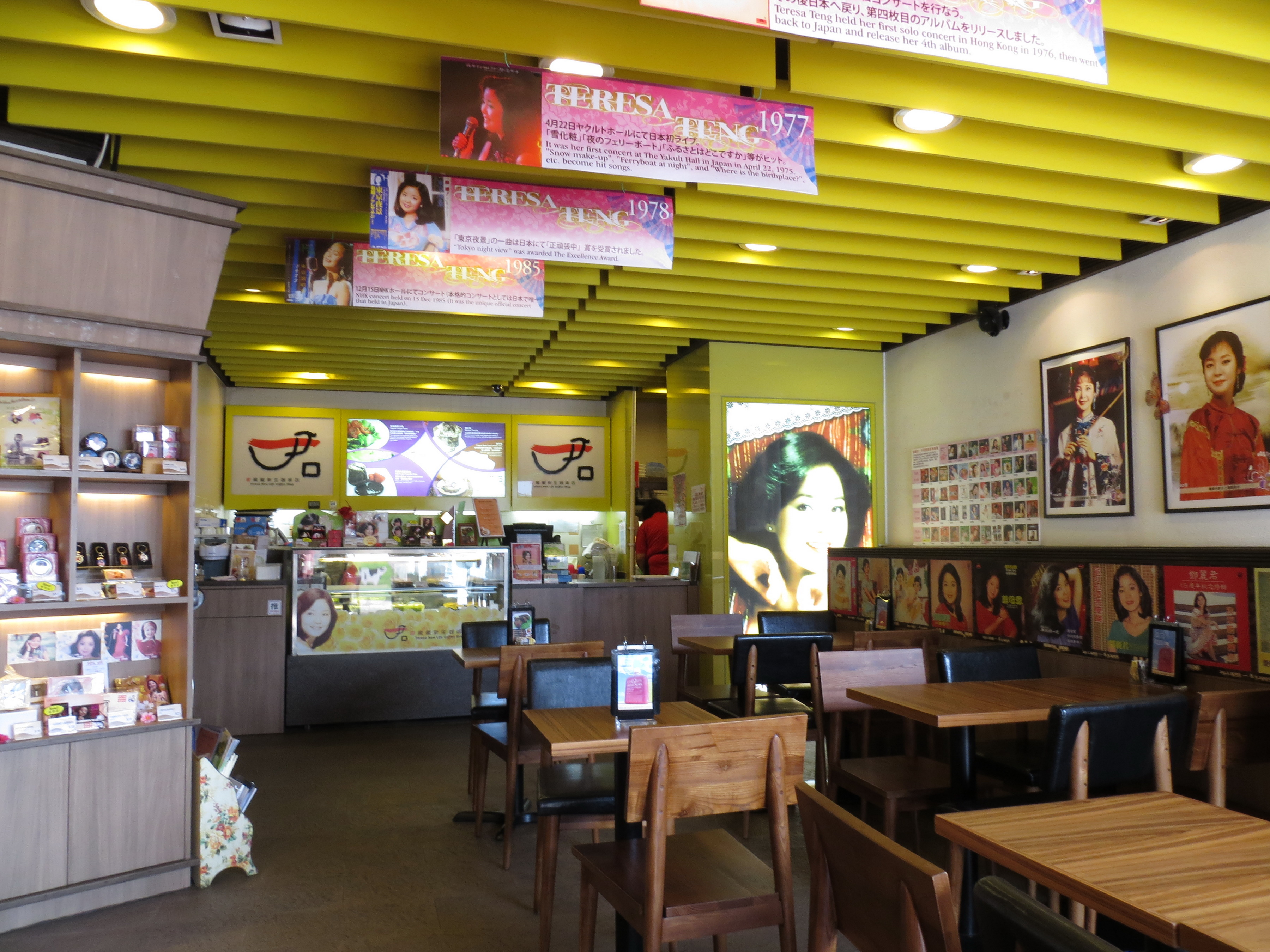
香港甜蜜蜜新生咖啡店，裝潢佈置皆以鄧麗君為主題。

### 紀念設施
- 筠園——鄧麗君墓園，位於新北市金山區的金寶山。

- 麗君小鎮——位於大名縣大街鎮鄧台村[98]。2016年，大名縣政府花費8億人民幣（約1.1億美元）打造「麗君小鎮」，不僅修葺了鄧家祖宅，還建有麗君廣場、咖啡屋、酒吧等設施。小鎮的各個角落都聽得到鄧麗君的歌聲。

- 鄧麗君空中花園——位於邯鄲市叢台區環球美樂城，該地為一處觀景平台，並設有一座鄧麗君博物館，遊客可通過人工智慧技術欣賞鄧麗君之演唱[99]。

- 臺北捷運蘆洲站設有鄧麗君銅像——於2011年6月25日落成，這是由於鄧麗君幼年時活躍的新北市蘆洲區，而她曾就讀的蘆洲國小，在彩虹樓三樓校史室擺設鄧麗君文物，供教學使用，無對外開放參訪。[100]

- 鄧麗君出生地紀念園區——位於雲林縣褒忠鄉田洋村頂田路9鄰37號，是當年無償借予鄧父借住的三合院，經整修後於2012年9月8日開放，為閩式三合院建築型態，建築物總面積為450平方公尺，屬於縣定古蹟。鄧麗君在此待到七個月大後即隨父親遷居他處。

- 鄧麗君日月潭紀念文物館——位於南投縣魚池鄉水社村中山路163號3樓，於2014年7月20日開幕，由於鄧麗君曾告訴哥哥，她喜歡南投的日月潭，因為忙的關係，很遺憾沒能時常造訪，加上日月潭是國際知名風景區，決定在日月潭設置紀念館，方便歌迷追憶鄧麗君的絕代風華，該館展示鄧麗君旅法時的臥室，還有她購買的第一隻泰迪熊，及她每天出門必摸的幸運熊。

- 甜蜜蜜新生咖啡店——位於香港九龍尖沙咀梳士巴利道港鐵尖東站35號。甜蜜蜜新生咖啡店，是香港首間以鄧麗君為主題的咖啡店，由新生精神康復會開辦，「鄧麗君文教基金會」及社會福利署「攜手扶弱基金」資助。咖啡店2009年1月29日開業，聘請精神病康復者為服務生，提供就業及工作訓練機會[101]。

- 鄧麗君音樂生活館——位於北京市前門台灣文化商務區內。

- 鄧麗君衣冠塚與紀念像——位於上海市青浦區福壽園。[102]

- 重庆杜莎夫人蜡像馆——位於重庆市南岸区南滨路长嘉汇购物公园，擺設邓丽君蜡像。

- 皇家美萍酒店——位於泰國清邁。鄧麗君生前最後居住的皇家美萍酒店套房第1502號如今已經業主改裝並命名為「Teresa Teng Suite」，為低調的紀念型景點。當沒人入住此房間時，遊客需付費購買配套方可進入套房參觀。內有擺放當年鄧麗君光臨酒店的照片，並播放鄧麗君的歌曲。

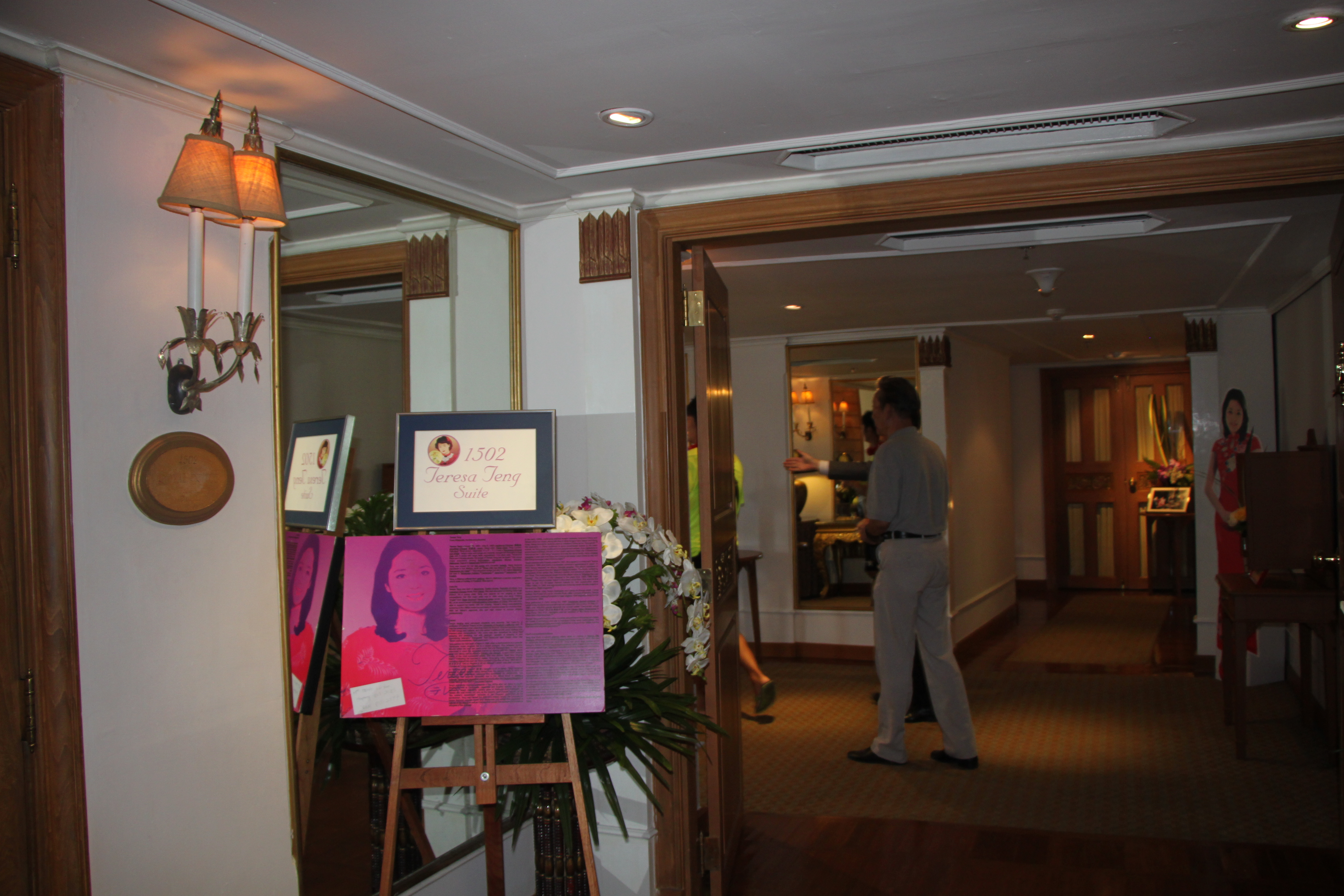
清迈皇家美平酒店1502房「Teresa Teng Suite」

### 紀念活動
- 2010年5月14日，來自台灣及中國大陸的歌手於四川省體育館參與了「但願人長久——鄧麗君金曲群星演唱會」演出。當日所有歌手均義務獻唱，而所有的門票收入亦捐贈於罕見疾病兒童、四川地震重建、及青海地震重建基金等，以貫徹鄧麗君生前熱心公益和慈愛的精神。[103]
- 2010年6月6日，在香港屯門的私營骨灰龕場“善緣”舉行了「鄧麗君逝世十五周年紀念會暨2010年心緣行動」，並在園區內豎立了一座1:1的鄧麗君等身銅像，當日有表演嘉賓演唱了《但願人長久》、《月亮代表我的心》、《我和你》、《我只在乎你》等鄧麗君的經典名曲。[104]
- 2010年，於台北國際花卉博覽會名人館內，鄧麗君為其中一位主題人物，館內展示鄧麗君部份私人珍藏文物外，包括有中國大陸邀請鄧麗君出席活動的信函，鄧麗君參與日本大賞的服裝等外，亦利用科技展示了一些特色內容，當中包括有“永生玫瑰花藝創作”、“凌空體感互動藝術創作”、“200吋鄧麗君互動牆”以及三款“鄧麗君藝術公仔”等。[105]
- 2010年12月31日至2011年1月8日，一齣以鄧麗君經典金曲為骨幹的音樂劇《愛上鄧麗君》於香港文化中心上演。及後更移師至中國大陸多個城市巡迴演出。
- 2011年1月7日，由香港電台主辦的「第33屆十大中文金曲頒獎音樂會」，設有緬懷逝世15年的鄧麗君環節，由車淑梅旁白，播放鄧麗君生前的片段及金曲。[106]
- 2012年9月12日至17日，日本東京三越劇場陸續上演紀念鄧麗君誕辰60週年的舞台劇「戀人們的神話」（テレサ·テン生誕60周年記念公演 「恋人たちの神話」）[107]
- 2013年1月26日於北京萬事達中心舉行了紀念鄧麗君60週年誕辰演唱會。[108][109]。而位於臺北的中正紀念堂亦於同日起舉行了“追夢－－永遠的鄧麗君”特展，至4月21日。[110]
- 2013年5月12日，臺北小巨蛋舉辦了「鄧麗君 追夢 何日君再來」紀念演唱會。[111]
- 2013年5月19日，北京首都體育館舉辦了「追夢－巨星耀北京 紀念鄧麗君60周年演唱會」。[112]
- 2013年，台灣知名歌手周杰倫在台北和香港等地舉辦 「Opus Jay Chou 周杰倫 魔天倫世界巡迴演唱會」。並邀請鄧麗君當神秘嘉賓並跨時空合唱3個歌曲。
- 2015年5月9日，由財團法人鄧麗君文教基金會、鄧麗君文化事業有限公司共同主辦「如果能許一個願‧鄧麗君20周年3D紀念演唱會」於台北小巨蛋舉行。並邀請台灣知名歌手費玉清擔任特別來賓。[113]
- 2018年1月29日，Google doodle紀念鄧麗君65歲冥誕。[114][115]
- 2020年2月21-22日，台北市立國樂團於台北中山堂推出「書信音緣－鄧麗君與莊奴的空中交會」音樂會，邀請林俊逸、黃妃、方宥心等知名歌手，詮釋由鄧麗君演唱、莊奴填詞的經典歌曲，引領歌迷穿越時光，重溫美好回憶[116]。

## 相關作品

### 電影
| 年份   | 名稱                              | 簡介 |
| ------ | --------------------------------- | --- |
| 2020年 | 《大赢家》                        | 導演，大鵬、柳岩主演，片尾曲為鄧麗君〈漫步人生路〉的翻唱。 |
| 2017年 | 《芳華》                          | 馮小剛導演，黃軒、苗苗、鍾楚曦主演，講述了1970-1980年代大陸軍隊文工團一群少女的故事，主角表白之歌曲採用鄧麗君的〈儂情萬縷〉。 |
| 2017年 | 《殺破狼·貪狼》                   | 葉偉信導演，古天樂、吳樾、陳漢娜主演，古、吳合唱〈月亮代表我的心〉，為電影宣傳曲。 |
| 2011年 | 《全球熱戀》                      | 陳國輝導演，劉若英、郭富城、陳奕迅、桂綸鎂出演，〈月亮代表我的心〉為電影主題曲。 |
| 2003年 | 《絕種好男人》                    | 王晶導演，张柏芝、任賢齊主演，〈月亮代表我的心〉為電影主題曲。 |
| 2000年 | 《站台》                          | 賈樟柯導演，王宏偉、趙濤、梁景東、楊天乙主演，片中80年代場景使用鄧麗君的〈美酒加咖啡〉。 |
| 1999年 | 《半支煙》                        | 葉錦鴻導演，曾志偉、謝霆鋒、馮德倫、舒淇等出演，鄧麗君的〈我只在乎你〉貫穿全片。 |
| 1998年 | 《千言萬語》                      | 許鞍華導演，李麗珍、李康生、謝君豪主演，鄧麗君的〈千言萬語〉為該作主旋律，獲評第36屆金馬獎最佳劇情片、第19屆金像獎最佳電影。 |
| 1996年 | 《甜蜜蜜》                        | 本片為紀念鄧逝世而作，陳可辛執導，張曼玉和黎明主演。故事發生的年代正是鄧麗君在日本乃至整個東亞最為活躍的巔峰時期，最後以她不幸因病去世這一事件為全片故事結尾的契機，榮獲第34屆金馬獎最佳劇情片和最佳女主角獎，及第16屆香港電影金像獎最佳電影、最佳導演等9項大獎，同時獲美國《時代周刊》評為1997年度十大佳片第二名。 |
| 1981年 | 《吾家有女初長成》                | 蘇月禾導演，譚詠麟、彭雪芬主演。鄧麗君配唱兩首插曲。 |
| 1981年 | 《馬騮過海》                      | 張堅庭導演，陳友、鍾鎮濤、彭雪芬主演。鄧麗君演唱主題曲〈水上人〉。 |
| 1981年 | 《假如我是真的》                  | 王童導演，譚詠麟、胡冠珍主演，獲第18屆金馬獎最佳劇情片獎、最佳改編劇本獎，譚詠麟亦憑此片得最佳男主角獎。起初被香港政府禁映，理由為「影響與鄰近地區關係」，至1989年才解禁。鄧麗君演唱主題曲〈假如我是真的〉。 |
| 1981年 | 《鬼馬智多星》 （台灣名：夜來香） | 徐克導演，林子祥、泰迪羅賓、麥嘉主演，徐克憑此片獲第18屆金馬獎最佳導演獎。鄧麗君演唱主題曲〈夜來香〉。 |
| 1980年 | 《原鄉人》                        | 李行導演，秦漢、林鳳嬌主演，本片憑鄧麗君演唱的同名主題曲，獲第18届金马奖最佳電影插曲獎。 |
| 1980年 | 《源》                            | 陳耀圻導演，徐楓、王道主演，徐楓憑此片獲當年金馬獎最佳女主角獎。鄧麗君配唱插曲〈艷紅小曲〉（又名〈三願〉）。 |
| 1980年 | 《愛情躲避球》                    | 赖成英導演，秦漢、林鳳嬌主演。鄧麗君配唱插曲〈忘不了〉和〈心裡多輕鬆〉。 |
| 1979年 | 《小城故事》                      | 李行導演，鍾鎮濤、林鳳嬌主演，為第16届金马奖最佳剧情片，林鳳嬌憑此片當選金馬獎最佳女主角，鄧麗君演唱主題曲〈小城故事〉。 |
| 1979年 | 《難忘的一天》                    | 張美君導演，林青霞、秦祥林主演，鄧麗君為此電影配唱主題曲〈難忘的一天〉及〈野生花〉。 |
| 1977年 | 《愛情雨開花》                    | 本片由鄧麗君客串，楊道導演，林鳳嬌、秦祥林主演。 |
| 1977年 | 《望春風》                        | 徐進良执导，嘉凌、白鹰、杨丽花主演，獲哥伦比亚第18届国际影展加达利那银像奖。1972年中華民國与日本断交，台湾仇日情绪大为提高。中影公司于1974年推出《英烈千秋》造成票房轰动，于是把抗战电影作为一年一度的招牌巨制，陆续拍摄了《八百壮士》、《梅花》、《笕桥英烈传》、《望春风》，鄧麗君演唱主題曲〈望春風〉。          |
| 1976年 | 《海韻》                          | 本片取材自徐志摩的同名新詩，由李行導演，蕭芳芳、秦漢、胡燕妮、柯俊雄、崔福生主演，蕭芳芳在西班牙第五屆國際海洋影展憑此片奪得最佳女主角鏗魚獎，鄧麗君演唱主題曲〈海韻〉。 |
| 1975年 | 《一簾幽夢》                      | 白景瑞導演，甄珍、謝賢、秦祥林、汪萍演出，鄧麗君演唱劉家昌創作的插曲〈失意〉。 |
| 1974年 | 《近水樓台》                      | 李融之導演，林鳳嬌、鄧光榮、秦漢、徐楓主演，鄧麗君演唱插曲〈小詩〉。 |
| 1974年 | 《海鷗飛處》                      | 本片是1970年代琼瑶电影重创辉煌的奠基作品，由李行導演，甄珍、鄧光榮、秦漢、謝賢主演，鄧麗君演唱插曲〈把爱埋在心窝〉與〈你愛哪一朵〉。 |
| 1973年 | 《彩雲飛》                        | 本片是鄧麗君配唱的第一部琼瑶电影，由李行導演，甄珍、鄧光榮主演，鄧麗君演唱插曲〈千言萬語〉與〈我怎能離開你〉。 |
| 1972年 | 《愛魂》                          | 宋山歐導演，杨群、苏青、李沙玉主演，講述柬埔寨內戰之故事，鄧麗君配唱多首歌曲：〈你可知道我愛誰〉、〈情人的陽光〉、〈南海姑娘〉等。 |
| 1972年 | 《看見你就笑》                    | 本片是鄧麗君出演的第三部電影，鄧麗君為電影配唱。 |
| 1971年 | 《歌迷小姐》                      | 王寗生導演，鄧麗君、張沖主演，拍摄於邓丽君荣膺“白花油慈善皇后”的次年。凭借这部电影，邓丽君当选了当年香港“十大最受欢迎的影星”。这是关于一个女孩如何从歌迷变成璀璨明星的故事。邓丽君在拍摄《歌迷小姐》之后，确实也如电影所表现的那样，开始了一鸣惊人，一飞冲天的星光坦途。                                            |
| 1971年 | 《X+Y就是爱》                     | 谢君仪導演，邓丽君、杨洋主演。 |
| 1970年 | 《謝謝總經理》                    | 本片由宇宙唱片公司为庆祝邓丽君唱片销售佳绩而出资拍摄，谢君仪導演，邓丽君、杨洋主演。 |

### 電視劇
| 年份   | 劇名                                                                     | 備註 |
| 2024年 | 《但愿人长久》                                                           | 2018年开拍的传记电视连续剧，由台湾女演员陈妍希饰演邓丽君。 |
| 2020年 | 《愛的廣義相對論》                                                       | 本劇由鄧麗君的3首經典熱門歌曲啟發，每首歌各展現一段故事，彼此交織成一個完整的故事，宋芸樺、楊謹華、莊凱勛等演出。 |
| 2018年 | 《一代芳华·邓丽君》                                                      | 大陸中央電視台音樂頻道製作，鍾鎮濤、张靓颖、吴彤、黄绮珊、程琳等演出，借助全息影像技术，展現他們與鄧麗君的同台表演。 |
| 2014年 | 《原鄉》                                                                 | 張國立、陳寶國、奚美娟主演，講述因國共內戰，而在台灣眷村發生的種種故事，彰顯了榮民們的原鄉之思、家國之愁，多次引用鄧麗君歌曲。本片獲第30屆中國電視劇飛天獎。                                                                                           |
| 2007年 | 《甜蜜蜜》                                                               | 鄧超、孫儷主演，故事發生於上世紀80年代，主角由於喜愛遭禁聽之鄧麗君歌曲而越走越近，伴隨著〈甜蜜蜜〉的歌聲，歷經坎坷，終成眷侶。 |
| 2007年 | 《台灣歌姬·鄧麗君》 （日語原名《鄧麗君物語〜我的家在山的那一邊》/ 《》） | 朝日電視台報導鄧麗君逝世消息，全世界30個國家和地區，在該年6月2日，以故鄉台灣為首，香港、新加坡等鄧麗君活躍的東南亞各個地區與國家，澳大利亞、日本，全歐洲、中東和近東的一部分，加上美國、加拿大，在各自的黃金時段同時播放。這是日本電視史上的首次嘗試。 |
| 2005年 | 《何日君再來》                                                           | 2005年, 凤凰卫视与邓丽君文教基金会合作, 拍摄完成了一套纪念邓丽君的大型纪录片, 并在凤凰大视野中播出, 在当年引起了强烈的社会反响, 好评如潮。2010年, 在邓丽君逝世十五周年的时候, 凤凰卫视重新剪辑缩编这套大型纪录片, 在黃金時段一次播出。                 |
| 1977年 | 《ヤンマーファミリーアワー 飛べ!孫悟空》                                 | 本片是布袋戲，由TBS電視台放映，鄧麗君在第16集和第17集為「テレサ姫」配音。 |

### 音樂劇
| 年份   | 名稱                 | 備註 |
| 2011年 | 《愛上鄧麗君》音樂劇 | 籌備3年多，耗資1.5億新台幣的音樂劇舉行世界巡迴演出，演出鄧麗君的是大陸的王靜，她是從百人中雀屏中選的，此音樂劇在2010年在香港、中國大陸、韓國等10多個城市演出，2011年則在鄧麗君的故鄉台灣演出七場，日後還會到日本、美國、東南亞等國家演出。 |

### 小品
| 年份   | 名稱       | 備註                                                                |
| 2011年 | 《初登場》 | 陳國富導演作品，《10+10》系列短片，由王丁筑飾演登上群星會的鄧麗君。 |

### 書籍

#### 傳記和畫冊
- 我眼中的鄧麗君 / 管偉華 編 / 華中科技大學出版社 2019年6月1日
- 唱得輝煌，愛得孤獨：鄧麗君傳 / 許保華，張虹 編 / 湖北人民出版社 2015年10月1日
- 恰似你的歌聲：鄧麗君傳 / 陳彧 編 / 中國財富出版社 2014年11月1日
- 如花美眷·似水流年：一生一世鄧麗君 / 張立娜 編 / 北方文藝出版社 2013年5月15日
- 鄧麗君畫傳 / 師永剛 編 / 作家出版社 2013年5月1日
- 絕響—永遠的鄧麗君 / 策劃 鄧麗君文教基金會 /作者 姜捷 / 出版 時報文化出版企業股份有限公司 2013年1月25日
- 邓丽君全传 / 师永刚，楼河 着/北京联合出版公司/2012-08-01
- 何日君再来：邓丽君 / 卜梵　着/湖南师范大学出版社/2011-07-01
- 邓丽君画传（修订版） / 师永刚 等着/作家出版社/2010-01-01
- 我的家在山的那一邊—鄧麗君第十年的真相(附CD) / [日]有田芳生 著 郭麗蘭 譯 / 普金传播 2006年1月
- 十億個掌聲 鄧麗君傳 / 師永剛 昭君 方旭 編 / 鄧麗君文教基金會 / 鄧麗君文化事業有限公司 / 普金传播 2006年
- 鄧麗君 夢的延續 (Teresa Teng Love and Peace) / 鄧麗君文教基金會 / 普金传播 2005年12月10日
- 鄧麗君逝世十周年紀念特輯 / 鄧麗君文教基金會 / 貴州文化音像出版社 / 2006年4月
- 情迷邓丽君 / 林慧美，潘蔚能 着/新星出版社/2005-11-01
- 歌迷：鄧麗君成名史 / 正翔瓊雄 著/作家出版社/2005-10-01
- 邓丽君私家相册·典藏本（附赠两张dvd）/ 师永刚，楼河 编着/作家出版社/2005-09-01
- 情迷鄧麗君 林慧美，潘蔚能 / 知出版 2005年7月
- 一个真实的邓丽君——“美丽与哀愁”系列丛书 / 思君 编/东方出版社/2005-06-01
- 鄧麗君私房相冊 師永剛 編 / 聯經 2005年5月
- 但願人長久典藏紀念冊 / 鄧麗君文教基金會 / 普金傳播 / 2005年5月
- 鄧麗君香港故居紀念冊 / 鄧麗君文教基金會 / 普金傳播 / 2005年5月
- 邓丽君私家相册 / 师永刚，楼河 编着/作家出版社/2005-04-01
- 鄧麗君全傳—鄧麗君逝世十周年典藏紀念版 師永剛 昭君 編著 / 明報出版社 2005年3月
- 邓丽君画传（赠VCD） / 师永刚，昭君，方旭 着/作家出版社/2004-01-01
- 一代歌后—邓丽君 / 于立行 着/中国文联出版公司/1998-09-01
- 美麗與孤獨—和鄧麗君一起走過的日子 / 西田裕司 著 龍翔 譯 / 風雲時代出版公司 1997年8月
- 鄧麗君之夢 -- [日] 平野久美子 著 張正薇 高琦智 譯 / 尚登出版有限公司 1997年

#### 小說和散文
- 最甜最美鄧麗君 / 陳彧 / 時代華文書局 / 2019/03/01
- 恰似你的温柔：永远的邓丽君 / 岸芷汀兰 / 北京联合出版公司 （2013年5月）
- 歌迷小姐:鄧麗君成名史 正翔、 瓊雄 / 作家出版社 (2005-09出版)
- 怎能遺忘鄧麗君 / 莊奴 口述，楊曦冬 編著/中國文聯出版公司/2005-09-01
- 何日君再來 / 平路 /天地圖書有限公司/2002-07-10
- 香草美人鄧麗君 / 竇應泰 / 北方文藝出版社 (1998年)
- 鄧麗君的真實世界 / [日] 宇崎真 / 渡邊也寸志 著 魏裕梅 譯 / 臺灣先智 1997年
- 聽說幸福曾來過/張曼娟
- 溫柔雙城記/大田出版

## 外部連結
- 鄧麗君的Facebook專頁（繁體中文）（英文）
- 鄧麗君的Instagram帳戶（英文）
- YouTube上的鄧麗君頻道
- 鄧麗君文教基金會（繁體中文）（简体中文）
- 鄧麗君在互联网电影资料库（IMDb）上的資料（英文）
- 鄧麗君在香港影庫上的簡介
- 鄧麗君在时光网上的簡介（简体中文）
- 鄧麗君在豆瓣上的资料（简体中文）

| 前任： 首任 | 金鐘獎最佳女歌星獎 1980 | 繼任： 甄妮 |